# Grad de libertate (statistică)
În statistică, numărul de grade de libertate se referă la numărul de valori care pot varia fără nici o restricție. Conceptul este folosit în contextul analizelor de regresie.
Numărul gradelor de libertate, în statistică, reprezintă diferența dintre numărul de experiențe adoptat la proiectarea experimentelor și numărul de coeficienți (sau constante) care au fost calculați ca rezultat al acestor experimente, în mod independent unii de alții. Potrivit autorilor C. Moineagu ș.a. (1976) numărul gradelor de libertate reprezintă numărul variabilelor independente [dintr-un experiment] a căror variație nu suferă nici o restricție.
Altă definiție: Numărul gradelor de libertate este egal cu numărul de observații [experimentale]  minus numărul de parametri de estimat.